# Little Games
Albums de The Yardbirds
Roger the Engineer
(1966) Live Yardbirds: Featuring Jimmy Page
(1971)
Little Games est le quatrième et dernier album original des Yardbirds, sorti en 1967. Le groupe se sépare l'année suivante et ne renaît que dans les années 1990. Jimmy Page est le seul guitariste sur cet album et sa pièce White Summer sera reprise sur l'album non officiel de Led Zeppelin intitulé White Summer. Elle sortit aussi en single avec, en face B, la pièce Black Mountain Side en janvier 1970, puis finalement on la retrouve sur la réédition de l'album Coda de 1993, ainsi que  sur la compilation Led Zeppelin Definitive Collection en 2008. Jimmy Page reprend aussi cette pièce sur l'album Live Yardbirds: Featuring Jimmy Page sortit en septembre 1971, enregistré lors d'un concert au Anderson Theatre de New York le 30 mars 1968. John Paul Jones, futur bassiste et claviériste de Led Zeppelin, est aussi présent sur cet album, il joue la basse sur deux chansons et a fait les arrangements pour la basse, le violoncelle et les cordes sur deux pièces.

## Titres

### Face 1
1. Little Games (Spiro, Wainman) – 2:25
2. Smile On Me (Dreja, McCarty, Page, Relf) – 3:16
3. White Summer (Page) – 3:56
4. Tinker, Tailor, Soldier, Sailor (Page, McCarty) – 2:49
5. Glimpses (Dreja, McCarty, Page, Relf) – 4:24

### Face 2
1. Drinking Muddy Water (Dreja, McCarty, Page, Relf) – 2:53
2. No Excess Baggage (Atkins, D'Errico) – 2:32
3. Stealing Stealing (trad. arr. Dreja, McCarty, Page, Relf) – 2:42
4. Only the Black Rose (Relf) – 2:52
5. Little Soldier Boy (McCarty, Page, Relf) – 2:39

## Musiciens

### The Yardbirds
- Keith Relf : chant, harmonica, percussions
- Jimmy Page : guitare
- Chris Dreja : basse
- Jim McCarty : batterie, percussions, chœurs

### Musiciens supplémentaires
- Nicky Hopkins : claviers sur Goodnight Sweet Josephine
- Ian Stewart – piano sur Drinking Muddy Water
- John Paul Jones : basse sur Goodnight Sweet Josephine et No Excess Baggage, arrangements pour la basse et le violoncelle sur Little Games, arrangements pour la basse et les cordes sur Ten Little Indians
- Rick Nielsen – orgue sur Ha Ha Said the Clown
- Joe Macho – basse sur Ha Ha Said the Clown
- Clem Cattini : batterie sur Ten Little Indians et Goodnight Sweet Josephine
- Bobby Gregg : batterie sur Little games
- Dougie Wright – batterie sur Little Games
- Chris Karan – tabla sur White Summer
- Non identifié – hautbois sur White Summer
- Mickie Most – production